# Големо село
Големо село е село в Западна България. То се намира в община Бобов дол, област Кюстендил. Населението му е около 386 души (15 март 2024).

## География
Големо село е разположено на 504 метра надморска височина в долината на река Разметаница в подножието на Конявска планина, на 7 километра северозападно от центъра на Дупница и на 9 километра южно от Бобов дол.

## История
Край Големо село е разкрито тракийско светилище от II век, най-голямото известно, посветено на божеството Зевс Збелсурд.
На 4 септември 1999 г. в складовете на мини Бобов дол разположени край селото избухва взрив. При взрива загиват 6 души – четирима полицаи от охраната и двама пожарникари. Причина за взрива е неспазване на нормите за безопасност при складиране на взривоопасни вещества, а именно детонатори и взрив са били в едно и също помещение. При възникнал малък пожар около складовете (горяла е трева), складовете се подпалват и впоследствие избухва взрив. В селото има много щети, като счупени прозорци, изтръгнати врати и щети по фасадите и покривите на къщите. Към септември 2009 край селото не се съхраняват взривоопасни вещества

## Население
Численост и дял на етническите групи според преброяването на населението през 2011 г.:
|                     | Численост | Дял (в %) |
| Общо                | 488       | 100,00    |
| Българи             | 482       | 98,77     |
| Турци               | 4         | 0,81      |
| Цигани              | 0         | 0,00      |
| Други               | 0         | 0,00      |
| Не се самоопределят | 0         | 0,0       |
| Неотговорили        | 1         | 0,20      |

## Икономика
В землището на селото се намира ТЕЦ „Бобов дол“.

## Инфраструктура
През Големо село преминава третокласния път III-623, а непосредствено южно от него – второкласният път II-62. В селото има гара на железопътна линия 51.

## Известни личности
- д-р Тома Кишкин – хирург стоматолог,
- д-р Данаил Кишкин – вътрешни болести,
- доц. д-р Иван Стойнев – хирург стоматолог,
- проф. д-р Георги Стойнев – геронтолог,
- инж. Унчо Топчийски – машинен инженер.